# Мистика женствености
Мистика женствености је књига Бети Фридан за коју се каже да је „да је 'отворила пут савременом феминизму'” и која „означава почетак другог таласа” феминизма. Објављена је 19. фебруара 1963. године у издању В. В. Нортона. 
Године 1957. од Фридан је обавила анкету својих бивших колега са Колеџа Смит, приликом 15. годишњице дипломирања; резултати су открили да су многе жене биле незадовољно својим животом као домаћице. То је навело фридан да започне истраживање за будућу књигу Мистика женствености. Она је спровела интервијуе и са другим приградским домаћицама, као и утицајем психологије, медија и рекламирања на тај проблем. Њен првобитни план је био да напише научни чланак, али, када су је многи научни часописи одбили, ипак се одлучила да објави истраживање као књигу. 
Годину дана по изласку, Мистика женствености је постала најбоље продавана књига која није фикција с више од милион продатих примерака.   У књизи, Фридан оспорава широко распрострањено веровање 1950-их година да „велики број жена сматра да је судбина коју им намеће друштво — судбина мајки, супруга и домаћица — оно што их гуши, потчињава, дехуманизује и спречава да се остваре као независне индивидуе (...) она тај Феномен назива 'проблемом који нема име'”. 
Фридан је желела да докаже да су жене незадовољне, али не могу да изнесу своја осећања. У овој књизи „се оспоравају популарни прикази медија, као и уверење да су америчке жене задовољне улогом 'срећних домаћица', заробљених у својим домовима у предграђима, без жеље и потребе да учествују у јавном животу и доношењу политичких одлука”.

## Опис дела
Мистика женствености почиње поглављем који је назван „Проблем који нема име” који означава несрећне жене током педесетих и шездесетих година 20. века. Говори се о животима неколико домаћица широм Сједињених Америчких Држава које су несрећне упркос томе што су у материјалноме смислу опскрбљене, имајући мужеве и децу. Поред тога, Фридан је анализирала женске магазине, женски образовни систем и рекламе које су кривци за поменуто стање у жена и распрострањених слика просечних жена тих година. Штетни ефекти ове слике о женама сузио је обим жене само у приватну сферу и натерао је многе жене да изгубе свој идентитет.

## Предвиђени наставак
Фридан је првобитно намеравала да напише и књигу наставак Мистике женствености који би се звао Жена: Четврта димензија, али је уместо тога написала истоимени чланак који се појавио у Лејдиз хоум журнал у јуну 1964. године. 

## Утицаји од
Поглавље које је о Зигмунду Фројду, инспирисано је философкињом Симон де Бовоар и њеним делом Други пол (1949). Поменута књига Де Бовоар је уједно и „књига која му (другоме валу феминизма) претходи и која повезује и разграничава први и други талас” феминизма. 

## Наслеђе
Мистика женствености привукла је к феминизму велики број белих жена средње класе. Њена књига "узела је компликоване и жаргонске идеје психолога, економиста и политичких теоретичара и преточила их у моћну, читљиву, релативну прозу која је дирнула милионе". 
Национална организација за жене (енгл. National Organization for Women — NOW) организована је 1966. године са 30 жена различитога порекла; Фридан, као прва председница ове организације, била је један од њих и помогла је да се направи оснивачка изјава Националне организације за жене. У изјави се тражи "истинска једнакост за све жене". Национална организација за жене је захтевала уклањање свих баријера ка „једнаком и економском напретку". Фриеданов утицај види се у оснивачкој изјави; главни нагласак књиге је „женска потреба за идентитетом и аутономијом", а изјава Националне организације за жене каже: „Национална организација за жене је посвећена тврдњи да су жене прије свега људска бића, која ... морају имати шансу да развију свој пуни људски потенцијал." 
Мистична женственост сматрају се једном од најутицајнијих нефиктивних књига 20. века и за њу се увелико сматра да започиње почетак феминизма другога вала у Сједињеним Државама.  Фридан је након објављивања добила стотине писама од несрећних домаћица, а и сама је помогла да се пронађу те домаћице. 
Овај период је обрађен у ТВ-серији Госпођа Америка (2020) у којој Трејси Алман тумачи лик Бети Фридан. 